# Pentanema caspicum
Pentanema caspicum (оман прикаспійський як Inula caspica) — вид рослин із родини айстрових (Asteraceae).

## Біоморфологічна характеристика
Це дворічна трава, блакитнувато-зелена, 30–50(70) см заввишки. Стебла здебільшого поодинокі, іноді кілька дерев'янистих при основі, гладкі, червонуватих, у верхній частині ворсистих, тонкоребристі, прямовисні. Нижні листки вузько довгасті чи ланцетні, 7–17 × 0.8–2.5 см, звужені біля основи в ніжку ≈ 1 см; верхні листки сидячі, від лінійно-ланцетних до лінійних, 5–10 × 0.5–0.6 см, голі, іноді вкриті тонкими жорсткими щетинками по краях і абаксіально, край цілісний, верхівка гостра. Квіткові голови 2–3.5 см у діаметрі, численні, розташовані в нещільних щиткоподібних синцвіттях; квітконіжки густо вкриті жорсткими горбистими щетинками і білими багатоклітинними довгими волосками. Обгортка 1.5–2 см у діаметрі; філярії по краях вкриті короткими жорсткими війками. Променеві квіточки жовті, 9–10(14) мм. Дискові квіточки жовті, ≈ 6 мм. Сім'янки коричневі, лінійно-довгасті, 1.2–1.5 × ≈ 0.5 мм, ребристі, запушені білими довгими притиснутими волосками.

## Середовище проживання
Зростає у Євразії (Україна (у тому числі Крим), Росія (євр. ч. + Західний Сибір), Азербайджан, пн. Іран, зх. Казахстан, Таджикистан, Узбекистан, Киргизстан, Туркменістан, Китай (Сіньцзян + Тибет), Пакистан, Індія).
Населяє береги струмків чи береги річок у пустелях; 200—2400 метрів.